# Autoroute Racer
Pour plus de détails, voir Fiche technique et Distribution.
Autoroute Racer (Autobahnraser) est un film comique germano-luxembourgeois réalisé par Michael Keusch et sorti en 2004. Il est adapté du jeu vidéo Paris-Marseille Racing (également nommé Autobahnraser en Allemagne).

## Synopsis
Des voleurs de voitures de luxe (le Gang des braqueurs) sont la hantise de la police qui tente maladroitement de les arrêter.
Krause un agent de police maladroit qui a fait échouer l'arrestation de ce gang et qui est mis à la circulation. Lors d'un contrôle radar, il fait la rencontre d'un jeune homme faisant partie des Autoroute Racer, une bande de jeunes qui organise des courses sur les autoroutes. Décidant dans un premier temps de s'infiltrer pour les arrêter, il tombe amoureux d'une jeune fille de la bande et finalement se lie d'amitié avec le reste de la bande qui va l'aider à attraper le Gang des braqueurs.

## Fiche technique
- Titre québécois : À toute vitesse : A2 Racer
- Musique : Marco Meister
- Photographie : Hannes Hubach
- Montage : Alexander Berner, Stefan Essl
- Société de distribution : Metropolitan Filmexport

## Distribution
- Luke J Wilkins (VF : Alexis Tomassian) : Krause
- Alexandra Neldel (VF : Véronique Desmadryl) : Claudi
- Henriette Richter-Röhl (VF : Virginie Ledieu) : Niki
- Niels Bruno-Schmidt (VF : Serge Faliu) : Knut
- Manuel Cortez (VF : Christophe Lemoine) : Bülent
- Kristian Erik Kiehling : Ecki
- Thorunn Egilsdottir : Lutzia
- Ivonne Schönherr (VF : Barbara Beretta) : Moni
- Collien Fernandes : Nina
- Franz Dinda (VF : Emmanuel Garijo) : Alex
- Thomas Heinze (VF : Jean-François Vlérick) : Schmitt-Jahnke